# Christian Friedrich Hochstetter
Christian Friedrich Hochstetter (* 26. März 1779 in Tuttlingen; † nach 1837) war ein württembergischer Verwaltungsjurist.

## Leben
Hochstetters Vater war Stabsamtmann zu Hohenkarpfen. Er selbst besuchte 1791 die Akademie in Stuttgart und studierte ab 1794 Rechtswissenschaften an der Universität Tübingen.
1798 wurde Hochstter Hofgerichtsadvokat, 1810 Oberamtsaktuar beim Oberamt Geislingen, 1811 Justizrat beim Provinzialjustizkollegium Rottenburg. 1812 bis 1817 war er Oberamtmann des Oberamts Tuttlingen.